# Amaury Escoto
Amaury Gabriel Escoto Ruiz (Zapopan, Jalisco; 30 de noviembre de 1992) es un futbolista mexicano que se desempeña en las posiciones de delantero centro y mediapunta. Actualmente es jugador de Tepatitlán F.C. de la Liga de Expansión MX.

## Trayectoria

### Querétaro Fútbol Club
Debutó en el 2011 jugando con el Querétaro Fútbol Club donde jugó hasta 2014 jugando 44 partidos anotando únicamente 5 ocasiones; todos esos goles marcados en el clausura 2013.

### Tigres de la UANL
Derivado del pobre desempeño el delantero es transferido a de Tigres de la UANL para disputar el Clausura 2015 a préstamo por un año, teniendo escasos minutos de juego, siendo la Copa Libertadores competición en donde demostró sus cualidades en el equipo, pues le anotó un gol al Club San José siendo este su primer y único gol en Tigres hasta ese momento. 

### Cafetaleros de Tapachula
Tras su fugaz paso por Tigres de la UANL el jugador es transferido a Club de Fútbol Cafetaleros de Tapachula del Liga de Ascenso de México, sin embargo por su bajo rendimiento, no tuvo casi minutos de juego.

### Club Social y Deportivo Suchitepéquez
Con 3 fracasos entre ellos Querétaro, Tigres y Cafetaleros, dejó México para irse a probar suerte en Guatemala, en el equipo del Club Social y Deportivo Suchitepéquez, de la Liga Nacional de Fútbol de Guatemala,  destacó en el primer equipo metiendo 6 goles en 16 partidos, siendo el tercer lugar en la liga de goleo.

### Dorados de Sinaloa
En el Draft Clausura 2017 el Suchitepéquez anunció que había negociaciones con Querétaro, para renovar el préstamo y poder comprar su carta, sin embargo Lobos BUAP, anunció la llegada del delantero regresando a México para jugar con Lobos BUAP en la Liga de Ascenso de México nuevamente.
En Lobos BUAP  tras un torneo de altibajos Amaury Escoto llega a la final de ascenso junto con Dorados de Sinaloa y tras un partido de ir perdiendo 1-0 le dan la vuelta al marcador a terminando el partido en 1-3 con gol de Escoto y se proclaman campeones del Ascenso mx, por primera vez Lobos Buap se convierte en equipo de primera división de la liga mexicana.

### Clubes
| Club                     | País                | Año             | Partidos | Goles | Media |
| ------------------------ | ------------------- | --------------- | -------- | ----- | ----- |
| Querétaro Fútbol Club    | México              | 2011 - 2014     | 49       | 5     | 0.1   |
| Tigres UANL              | México              | 2015            | 3        | 1     | 0.33  |
| Cafetaleros de Tapachula | México              | 2016            | 17       | 3     | 0.18  |
| Deportivo Suchitepéquez  | Guatemala           | 2016            | 19       | 7     | 0.37  |
| Lobos B.U.A.P.           | México              | 2017            | 39       | 13    | 0.33  |
| Deportivo Toluca         | México              | 2018            | 11       | 2     | 0.18  |
| Dorados de Sinaloa       | México              | 2019 - 2020     | 44       | 15    | 0.34  |
| Club Puebla              | México              | 2019 - Presente | 64       | 5     | 0.08  |
| Total en su carrera      | Total en su carrera | 2011 - Presente | 241      | 51    | 0.21  |

#### Estadísticas
La siguiente tabla detalla los encuentros disputados y los goles marcados en los clubes en los que ha militado.
| Querétaro F.C. · México | 2010/11             | 1   | 0  | -  | - | - | - | 1   | 0  |
| Querétaro F.C. · México | 2011/12             | 2   | 0  | -  | - | - | - | 2   | 0  |
| Querétaro F.C. · México | 2012/13             | 16  | 5  | 4  | 0 | - | - | 20  | 5  |
| Querétaro F.C. · México | 2013/14             | 23  | 0  | 6  | 0 | - | - | 29  | 0  |
| Querétaro F.C. · México | 2014                | 2   | 0  | 5  | 0 | - | - | 7   | 0  |
| Querétaro F.C. · México | Total               | 34  | 5  | 15 | 0 | - | - | 49  | 5  |
| Tigres U.A.N.L. · México | 2015                | 3   | 1  | -  | - | 0 | 0 | 3   | 1  |
| Tigres U.A.N.L. · México | Total               | 3   | 1  | -  | - | 0 | 0 | 3   | 1  |
| Cafetaleros de Tapachula · México | 2016                | 11  | 1  | 6  | 2 | - | - | 17  | 3  |
| Cafetaleros de Tapachula · México | Total               | 11  | 1  | 6  | 2 | - | - | 17  | 3  |
| Lobos B.U.A.P. · México | 2017                | 25  | 9  | -  | - | - | - | 25  | 9  |
| Lobos B.U.A.P. · México | 2017                | 14  | 4  | -  | - | - | - | 14  | 4  |
| Lobos B.U.A.P. · México | Total               | 39  | 13 | -  | - | - | - | 39  | 13 |
| Deportivo Suchitepéquez · Guatemala | 2016                | 14  | 6  | -  | - | - | - | 14  | 6  |
| Deportivo Suchitepéquez · Guatemala | Total               | 14  | 6  | -  | - | - | - | 14  | 6  |
| Total en su carrera | Total en su carrera | 101 | 26 | 21 | 2 | 0 | 0 | 122 | 28 |
| (1) Incluye datos del Ascenso MX (2016), Liga Nacional de Fútbol de Guatemala (2016) y la Liga MX (2011-presente).(2) Incluye datos de la Copa MX (2012-presente). |                     |     |    |    |   |   |   |     |    |

## Palmarés

### Títulos nacionales
| Título             | Club        | País   | Año  |
| ------------------ | ----------- | ------ | ---- |
| Liga MX            | Tigres UANL | México | 2015 |
| Ascenso MX         | Lobos BUAP  | México | 2017 |
| Campeón de Ascenso | Lobos BUAP  | México | 2017 |